# Georg Christian Luther
Georg Christian Luther (* 1717 in Breslau, Schlesien; † 1800 in Tallinn, Gouvernement Estland) war ein schlesisch-estländischer Kaufmann und Unternehmer.

## Unternehmertum
Georg Christian Luther wurde als Sohn von Philipp Wilhelm Luther (1683–1763) und Anna Sophia Luther, geborene Stein, (1693–1777) im schlesischen Breslau geboren.
Er siedelte 1742 von Breslau nach Tallinn über, das 1721 Teil des russischen Reiches geworden war.
Luther handelte zunächst mit Leinen und Salz. Später kam zu dem Familienunternehmen der Import und Export von Holz hinzu.
Die Firma konnte großen wirtschaftlichen Erfolg verzeichnen. Luthers Sohn, der Kaufmann und spätere Tallinner Bürgermeister Christian Wilhelm Luther (der Ältere) (1774–1841), setzte die Firma seines Vaters erfolgreich fort.
Das Familienunternehmen wuchs bis zum Zweiten Weltkrieg durch den Handel mit Baumaterialien und die Möbelherstellung zu einem der größten Betriebe Estlands.

## Privatleben
Georg Christian Luther war in erster Ehe mit der Tallinnerin Gerdrutha Elisabeth Luther, geb. Nottbeck, (1720–1770) verheiratet, in zweiter Ehe mit der Tallinnerin Maria Helene Luther, geb. Lohmann, (1748–1835). Mit ihr hatte Luther eine Tochter und fünf Söhne. Die beiden bekanntesten waren der Unternehmer Christian Wilhelm Luther sen. (1774–1841), der die Firma seines Vaters fortführte, sowie der Kaufmann und Journalist Dietrich Martin Luther (1772–1861), der von 1807 bis 1852 die Revalschen Wöchentlichen Nachrichten herausgab.